# Obłożky
Obłożky (ukr. Обложки) – wieś na Ukrainie, w obwodzie sumskim, w rejonie szostkińskim. W 2001 liczyła 857 mieszkańców, spośród których 839 wskazało jako ojczysty język ukraiński, 15 rosyjski, a 3 białoruski.